# Запис Веснин храст (Јеловик)
Запис Веснин храст (Јеловик) се налази на парцели чији је власник Влк Весна.

## Локација
| Општина             | Горњи Милановац                                                             |
| Катастарска општина | Драгољ                                                                      |
| Потес               | Широковац                                                                   |
| Координате          | 44° 15′ 33″ С; 20° 26′ 24″ И / 44.259099999999997° С; 20.439900000000002° И |
| Надморска висина    | 313m                                                                        |

## Карактеристике
Дендрометријске вредности утврђене на терену и сателитским снимцима:
| Стабло                     | Храст |
| Висина стабла              | m     |
| Обим дебла                 | m     |
| Пречник крошње             | 19m   |
| Пречник дебла              | m     |
| Висина дебла до прве гране | m     |

## База записа
Запис је у оквиру Викимедија пројекта "Запис - Свето дрво" заведен под редним бројем 0969.